# Kerkstraat
La Kerkstraat (en français : « rue de l'Église ») est une voie de circulation urbaine dans la partie centrale d'Amsterdam, capitale des Pays-Bas. De forme semi-circulaire elle relie le Magere Brug sur l'Amstel à l'est et le Leidsegracht à l'ouest.

## Situation et accès
Située dans l'arrondissement Centrum, elle relie le Leidsegracht au Magere Brug qui surplombe l'Amstel et traverse la ceinture de canaux (Grachtengordel) selon un axe est-ouest, parallèlement au Keizersgracht et au Prinsengracht entre lesquels elle est située. Elle croise en outre Leidsestraat, Nieuwe Spiegelstraat, Vijzelstraat, le Reguliersgracht ainsi que Utrechtsestraat.

## Historique
La rue faisait partie de plan d'expansion de la ville d'Amsterdam développé par l'architecte Daniël Stalpaert en 1663. Il la conçut comme une rue supplémentaire située entre le Keizersgracht et le Prinsengracht pour offrir la possibilité de rajouter une arrière cour aux endroits où l'espace le permettait. L'objectif de la rue était également de relier quatre églises construites sur le tracé, l'Amstelkerk, la Oosterkerk ainsi que deux églises qui ne furent jamais construites, la première vers le Molenpad et la seconde vers Weesperstraat. Les travaux de construction de la rue débutèrent en 1665.
Initialement, la rue s'étendait au-delà de l'Amstel, mais la partie située à l'est du fleuve fut par la suite rebaptisée en Nieuwe Kerkstraat, Plantage Kerklaan et Korte Kerkstraat (rebaptisée Tussen Kadijken en 1943). Jusqu'au XVIIe siècle, la partie nord de Warmoesstraat portait également le nom de Kerkstraat, la Oude Kerk étant située dans cette rue. Le Magere Brug, qui relie Kerkstraat et Nieuwe Kerkstraat, s'appelait quant à lui initialement Kerkstraatbrug (« Pont de Kerkstraat »).